# برج اسد
بُرج اسد (شیر، ♌)، پنجمین برج فلکی از دائرةالبروج است.
اسد، پنجمین برج [خانهٔ] خورشید، قوسی ۳۰ درجه از دائرةالبروج است. این برج خط سیر خورشید در مرداد ماه به مدت ۳۱روز و ۰۷ساعت و ۰۶دقیقه و نام دیگر این ماه در گاهشماری خورشیدی نیز می‌باشد. میانگین شبانه‌روز لحظه تحویل برج اسد ساعت ۰۴:۴۹ روز ۱ مرداد است.
دو هزار سال پیش این برج، بیشتر از زمینه صورت فلکی اسد (شیر) می‌گذشت و به همین نام باقی‌ماند؛ ولی امروزه بیشتر آن از زمینه صورت فلکی سرطان (خرچنگ) می‌گذرد.
کلمهٔ اسد به معنی شیر است.

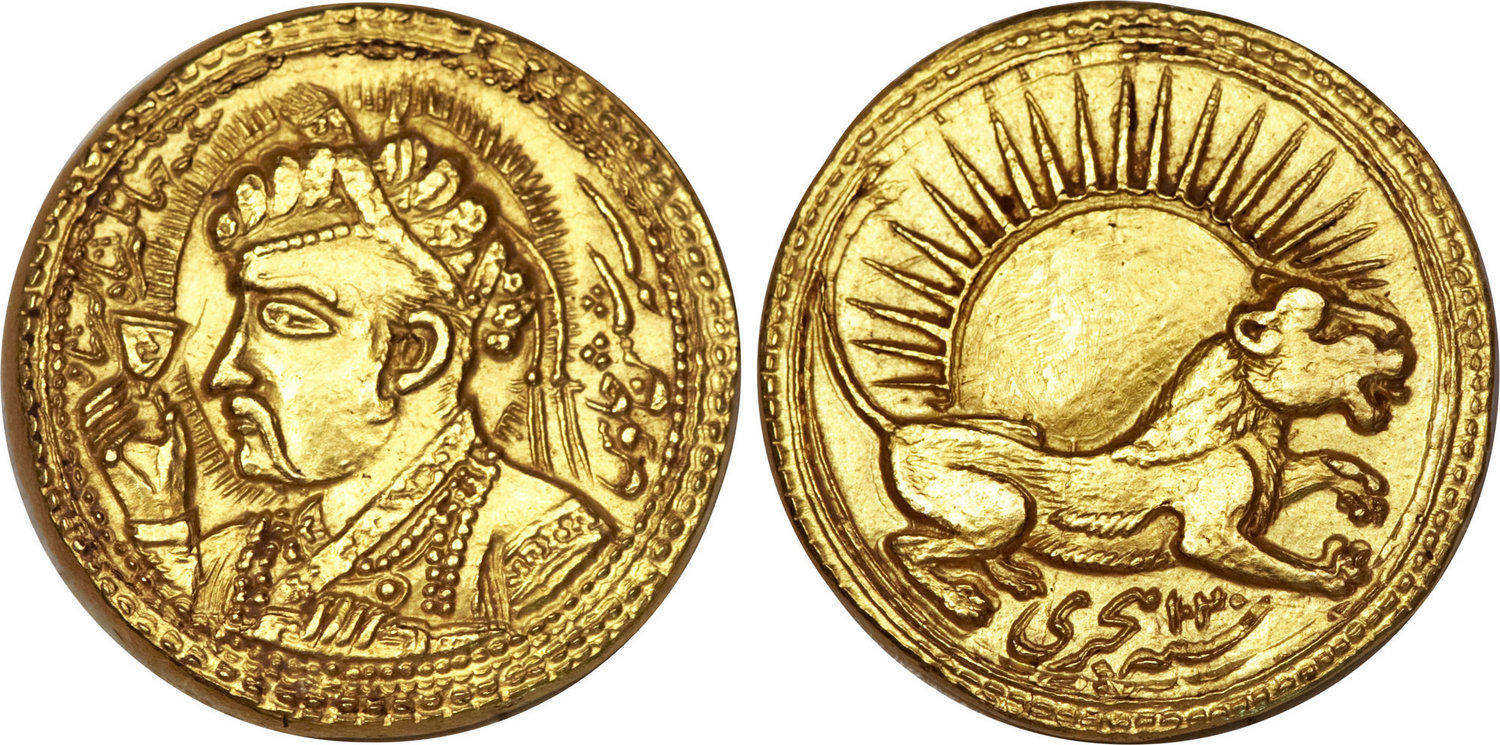
سکه یادبود جهانگیرشاه گورکانی؛ نقش خورشید در برج اسد

سیاره ی این برج خورشید است و عنصر این برج آتش است.

## منابع

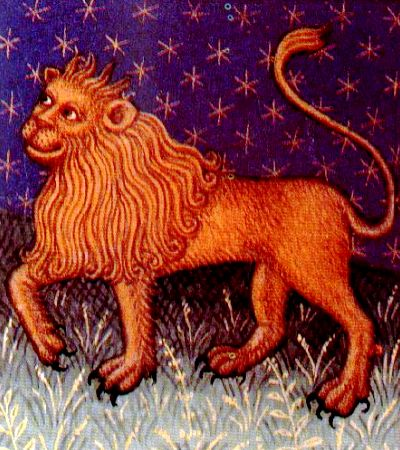
اسد